# Haggenmacher Henrik 2. gőzmalma
Haggenmacher Henrik 2. gőzmalma egy budapesti gőzmalom volt.

## Története
A svájci származású Haggenmacher Henrik nagyiparos 1. gőzmalmát, az Árpád-malmot 1862-ben építtette fel a mai XIII. kerületi Szent István körút 18-20. számú telken. Nem sokkal később, 1865/1866-ban újabb gőzmalmot építtetett, ezúttal a Szent István körút túlsó, V. kerületi részén fekvő Lipót (Szent István) körút – Honvéd utca – Balaton utca – Szemere utca által határolt telekre (Szemere u. 22.). Az üzem körülbelül 30 évig állt fenn, lebontása 1899-ben történt meg.
A létesítmény iparvágánnyal rendelkezett, amely a Vizafogó vontatóvágányból ágazott ki.